# Луи Риел
 Тази статия е за Канадския политик..  За паричната единица на Камбоджа вижте Камбоджански риел.  
Луи Давид Риел (на френски: Louis David Riel) е канадски политик и революционер.

## Биография
Роден е на 22 октомври 1844 година в селището Ст. Бонифас (St-Boniface, после град, присъединен към Уинипег от 1871 г.), колония Ред Ривър в семейство на метиси.
Оглавява Редривърското въстание през 1869 година, довело до създаването на днешната провинция Манитоба. През следващите години живее в изгнание в Съединените щати, но въпреки това 3 пъти е избиран за депутат в канадската Камара на представителите.
През 1885 година участва в Северозападното въстание, след което е осъден на смърт за държавна измяна. Луи Риел е обесен на 16 ноември 1885 година в Риджайна.